# Гілсі Кіркланд
Гілсі Кіркланд (англ. Gelsey Kirkland, 29 грудня 1952, Бетлегем) — американська балерина.

## Творча біографія
Народилася в сім'ї драматурга, сценариста Джека Кіркланда. Ще в дитинстві з його ініціативи обидві доньки Гілсі та Джоанна почали займатися балетом. Хоча Гілсі була менш вправною, її наполегливості вистачило, аби не відставати від сестри. Зрештою обох дівчат прийняли у Школу Американського балету, де Гілсі швидко стала улюбленицею Баланчина.
Так, в 1968 році у віці п'ятнадцяти років, на запрошення самого Джорджа Баланчина вона приєдналася до Нью-Йоркського міського балету. Вона була солісткою в 1969 році і примою — в 1972 році. Гілсі Кіркланд виконувала провідні ролі у багатьох великих балетах двадцятого століття Баланчина, Джерома Роббінса, Ентоні Тюдора, в тому числі і відродженій Баланчином Жар-птиці, у Гольдберг-варіаціях у постановці Роббінса.
Однак коли до трупи Американського театру балету (ABT) приєднався Михайло Баришников, він особисто просив Кіркланд стати його партнеркою. Вона дала згоду. Разом Кіркланд та Баришников танцювали у «Жизелі», «Сплячій красуні», «Ромео та Джульєтті». Проте найвідомішою для широкої публіки став танець Клари із у телевізійній постановці Баришнікова 1977 року балету Лускунчик. 1984 року Кіркланд залишила трупу Американського театру балету.
Впродовж багатьох років вона разом із чоловіком жила в Австралії. 2006 року була удостоєна премії Dance Magazine.
Нині Гілсі Кіркланд живе в Нью-Йорку зі своїм другим чоловіком, танцівником, хореографом і педагогом, Михайлом Черновим, який також працював в Американському театрі балету. Вона викладає у бродвейській школі STEPS. Разом з Чорновим та художнім керівником АБТ Кевіном МакКензі поставила хореографію нової постановки «Сплячої красуні» Чайковського, в якій після більш ніж двадцяти років відсутності на сцені, виконала партію Карабоси, злої феї.
2010 року Кіркланд та Чернов заснували Академію класичного балету Гілсі Кіркланд (GKACB), де вони обидва цюють як художні керівники.

## Мемуари
1986 року Кіркланд разом зі своїм тодішнім чоловіком Грегом Лоуренсом, опублікувала «Танці на моїй могилі» — вибухові мемуари-хроніку її переходу від починаючої балерини, вихованки Джорджа Баланчина до однієї з найвідоміших балерин свого покоління. У книзі описано вражаючі подробиці її боротьби із внутрішніми проблемами родини, анорексією, булімією, наркоманії, її пошуків художньої досконалості та складного роману із суперзіркою балету Михайлом Баришніковим та багатьма іншими чоловіками, більшість з яких вона зустріла в світі балету.
Її друга автобіографія опублікована 1990 року під назвою «The Shape Of Love». Вона охоплює період переїзду до Англії, щоб танцювати у трупі Королівського балету, її спроб розпочати нове життя зі своїм першим чоловіком та повернення в Американський театр балету.
Пізніше 1993 року вона і її чоловік у співавторстві написали ще одну дитяча книга під назвою «The Little Ballerina and Her Dancing Horse».